# 京都府道123号水垂上桂線
京都府道123号水垂上桂線（きょうとふどう123ごう みずたれかみかつらせん）は、京都府京都市伏見区から京都市西京区に至る一般府道である。

## 概要
京都市伏見区淀水垂町から京都市西京区山田畑田町に至る。
淀から上桂へ桂川の西側を、堤防や市街地を縫いながら北上する一般府道。ほぼ全線にわたって国道171号や桂川街道に並行しており、堤防部では信号が少ないため裏道の役割を持つ。しかし狭隘区間が多い上、交通量も多いため通行に注意を要する路線でもある。
また、京都市道淀146号線とともに、淀下津町から起点を含めた淀樋爪町までの区間約1,900 mは、国土交通省が治水対策として実施する桂川引堤事業に伴い、国および京都市によって整備が進められた。2023年（令和5年）4月12日をもって内陸側に新たに歩道を伴った道路へ付け替えられ、供用を開始した。

### 路線データ
- 起点：京都市伏見区淀水垂町（京都府道204号奥海印寺納所線交点）
- 終点：京都市西京区山田畑田町（山田口交差点、京都府道29号宇多野嵐山山田線交点）
- 実延長：約12.5 km

### バイパス
- 京都市西京区桂清水町 - 京都市西京区桂池尻町

## 路線状況

### 重複区間
- 京都府道・大阪府道79号伏見柳谷高槻線（京都市伏見区羽束師古川町・樋爪口交差点 - 京都市伏見区羽束師志水町・菱川交差点）

## 地理

### 通過する自治体
- 京都市（伏見区 - 南区 - 西京区）

### 交差する道路
| 交差する道路                                                                                     | 市町村名 | 市町村名 | 交差する場所 | 交差する場所        |
| ------------------------------------------------------------------------------------------------ | -------- | -------- | ------------ | ------------------- |
| 京都府道204号奥海印寺納所線                                                                      | 京都市   | 伏見区   | 淀水垂町     | 起点                |
| 京都府道・大阪府道79号伏見柳谷高槻線 重複区間起点                                                | 京都市   | 伏見区   | 羽束師古川町 | 樋爪口交差点        |
| 京都府道・大阪府道79号伏見柳谷高槻線 重複区間終点 京都府道203号志水西向日停車場線 / 京都外環状線 | 京都市   | 伏見区   | 羽束師志水町 | 菱川交差点          |
| 京都府道202号伏見向日線                                                                          | 京都市   | 伏見区   | 久我石原町   | 久我交差点          |
| 京都府道207号上久世石見上里線 / 西国街道                                                         | 京都市   | 南区     | 久世川原町   |                     |
| 国道171号 大阪府道・京都府道14号大阪高槻京都線 重複 京都府道201号中山稲荷線 重複                 | 京都市   | 南区     | 久世川原町   | 久世橋西詰交差点    |
| 京都府道142号沓掛西大路五条線                                                                    | 京都市   | 西京区   | 桂浅原町     | 桂橋西詰交差点      |
| 国道9号 / 山陰道                                                                                 | 京都市   | 西京区   | 上桂御正町   | 上桂御正町交差点    |
| 京都府道132号太秦上桂線                                                                          | 京都市   | 西京区   | 上桂東居町   | 上桂東居町交差点    |
| 京都府道29号宇多野嵐山山田線 / 嵯峨街道・物集女街道 京都府道29号宇多野嵐山山田線 / 旧道          | 京都市   | 西京区   | 山田畑田町   | 山田口交差点 / 終点 |

### 交差する鉄道
- 東海道新幹線
- 東海道本線
- 阪急京都本線
- 阪急嵐山線

### 沿線
- 京都府警察本部交通部 運転免許試験課 京都府運転免許試験場
- 京都市立神川中学校
- 京都市立羽束師小学校
- 向神学園こが保育所
- 京都市立久我の杜小学校
- 京都中央信用金庫 久我支店
- 京都市立神川小学校
- 久世工業団地
- 久世橋西詰公園
- 社会福祉法人上久世福祉会 上久世保育園
- 右京郵便局 牛ヶ瀬分室
- 京都市立桂川中学校
- 京都市立川岡東小学校
- 桂離宮
- 京都市立桂徳小学校
- 社会福祉法人みつばち福祉会 みつばち保育園
- 御霊神社
- 京都上桂郵便局
- 阪急嵐山線 上桂駅
- 京都中央信用金庫 上桂支店